# Форстфелд
Форстфелд (фр. Forstfeld) насеље је и општина у источној Француској у региону Алзас, у департману Доња Рајна која припада префектури Хагенау.
По подацима из 2011. године у општини је живело 730 становника, а густина насељености је износила 148,98 становника/km². Општина се простире на површини од 4,9 km². Налази се на средњој надморској висини од 116 метара (максималној 129 m, а минималној 111 m).

## Демографија
| 1962. | 1968. | 1975. | 1982. | 1990. | 1999. | 2011. |
| ----- | ----- | ----- | ----- | ----- | ----- | ----- |
| 449   | 452   | 456   | 511   | 566   | 591   | 730   |

График промене броја становника у току последњих година